# Ишервуд, Томас
Томас Маттиас Попплер Ишервуд (швед. Thomas Mattias Poppler Isherwood; родился 28 января 1998 года, Стокгольм, Швеция) — шведско-английский футболист, защитник.

## Клубная карьера
Томас Маттиас Попплер Ишервуд — воспитанник футбольного клуба «Броммапойкарна». За клуб дебютировал 8 марта 2015 года в матче Кубка Швеции против «Эльфсборга». Этот матч стал единственным за клуб.
28 июля 2016 года перешёл в «Баварию». 24 июля 2017 года получил мышечную травму и выбыл на 44 дня. Свою первую игру за резервную команду сыграл 13 сентября 2017 года. Всего за клуб сыграл 18 матчей.
1 июля 2018 года перешёл в «Брэдфорд Сити». Первый матч в футболке клуба провёл 15 января в матче против «Чарльтон Атлетик». Всего за клуб провёл 5 матчей.
25 января 2019 года перешёл в «Эстерсунд». Свой первый матч провёл против АИКа. Свой первый гол забил в ворота «Фалькенберга». Всего за клуб сыграл 48 матчей, где забил 4 мяча.
3 января 2021 года перешёл в «Дармштадт 98». Из-за разрыва синдесмоза и дефицита тренировочной практики пропустил 73 дня. Первый матч сыграл 7 мая против «Ганновер 96». Из-за разрыва мышечного пучка пропустил 46 дней.

## Карьера в сборной
За сборные Швеции до 15, до 16, до 17 и до 18 лет сыграл 25 матчей, где забил 2 мяча. За сборную Швеции до 19 лет принял участие на чемпионате Европы, где сыграл 3 матча. Всего за команду провёл 8 игр, где забил 2 мяча. За молодёжную сборную Швеции провёл 7 матчей.

## Личная жизнь
Родился в семье англичанина и шведки. У Ишервуда есть татуировка с названием его родного района — Фруэнген. Имеет прозвище «Драго» в честь Ивана Драго, персонажа из Рокки 4, так как размерами тела и движениями он напоминает боксёра. По словам футболиста, его так назвала одна спортивная газета и больше его так никто не называет.